# 岡崎雪
岡崎雪（12月31日—）出生於日本北海道，為GIZA studio的專屬合聲歌手。

## 人物
- GIZA Studio presents SUPER STARLIGHT CONTEST 1999秋季大會冠軍。
- 主要在hills工場現場演出。

## 參與的現場演出
- ZARD「What a beautiful moment tour」。
- 愛內里菜的演唱會。
- 大阪.北堀江hills パン工場Live。

## 相關網站
- hillsパン工場官方網站